# Corps Palaiomarchia Halle
Das Corps Palaiomarchia Halle ist eine 1844 gestiftete Studentenverbindung im Hallenser Senioren-Convent. Im Kösener Senioren-Convents-Verband (KSCV) gehört es zum sog. blauen Kreis. Das Corps vereint aktuelle und ehemalige Studenten aller Fachrichtungen der Martin-Luther-Universität Halle-Wittenberg. Der Name Palaiomarchia ist ein Kunstwort für Altmark (griech. παλαιός = alt und lat. marchia = die Mark) als Ausdruck für die Herkunft ihrer Gründungsstudenten („Altmärker“). Nachdem das Corps 1935 zwangsweise suspendieren musste, rekonstituierte es im Dezember 1949 mit dem Collegium Albertinum in Kiel, meldete diese Rekonstitution jedoch im Januar 1950 zugunsten einer „gemeinsamen Rekonstitution“ mit dem Corps Masovia und dem Collegium Albertinum als gemeinsamem Corpsburschen-Convent um, wodurch das neue Corps Palaiomarchia-Masovia „als Fortsetzung der beiden heimatvertriebenen Corps Masovia und Palaiomarchia“ gegründet wurde. Das danach vom KSCV erneut als zwangsweise suspendiert betrachtete Gründercorps Palaiomarchia rekonstituierte am 4. Mai 1991 wieder eigenständig in Halle.

## Couleur, Wappen und Wahlspruch
Die Farben der Bänder und Mützen (sog. Couleur) der Altmärker sind orange-weiß-schwarz (von unten gezählt) mit silberner Perkussion. Füchse tragen ein orange-weiß-orange Fuchsenband mit silberner Perkussion. Die Mützenfarbe ist oben orange.
Das heraldisch gegliederte Wappen zeigt im weißen Mittelfeld das Zeichen (Zirkel) des Corps, das den Wunsch enthält Vivant Palaiomarchiae fratres conjuncti, sowie dessen Farben oben links. Der Sternenkranz oben rechts symbolisiert die Einheit der neun Gründungsstudenten des Corps, dessen Stiftungsdatum zwischen zwei gekreuzten Schlägern in einem Eichenkranz unten links angegeben ist. Unten rechts sind ein halber schwarzer Adler, ein Schlüssel und vier Steine als Bestandteile der Wappen von Salzwedel und Stendal, der Herkunftsorte der Gründungsstudenten abgebildet. Der Wahlspruch des Corps lautet Concordia fidesque per vitam mortemque! („Eintracht und Treue durch Leben und Tod!“)
Den traditionellen corpsstudentischen Grundsätzen entsprechend bezeugen die Altmärker durch das Tragen von Couleur als Identitätsmerkmal und durch ihren Wahlspruch Freundschaft und Treue im Lebensbundprinzip. Sie bekennen sich zur Mensur als Bewährungsprobe und Mittel zur Chakterfestigung und Persönlichkeitsbildung; sie haben sich zu persönlicher und parteipolitischer Toleranz sowie zu Ehr- und Gewissenhaftigkeit in ihrem Verhalten verpflichtet. Sie pflegen die demokratische Selbstbestimmung und Eigenverantwortung ihrer Mitglieder im Convent (CC) ihrer aktiven Corpsburschen (CB); diese werden ebenso wie die Inaktiven bei Studium und Berufseinstieg von ihren Alten Herren (AH) zu interdisziplinärem Denken und Handeln sowie zu Weltoffenheit ermutigt und entsprechend gefördert.

## Geschichte

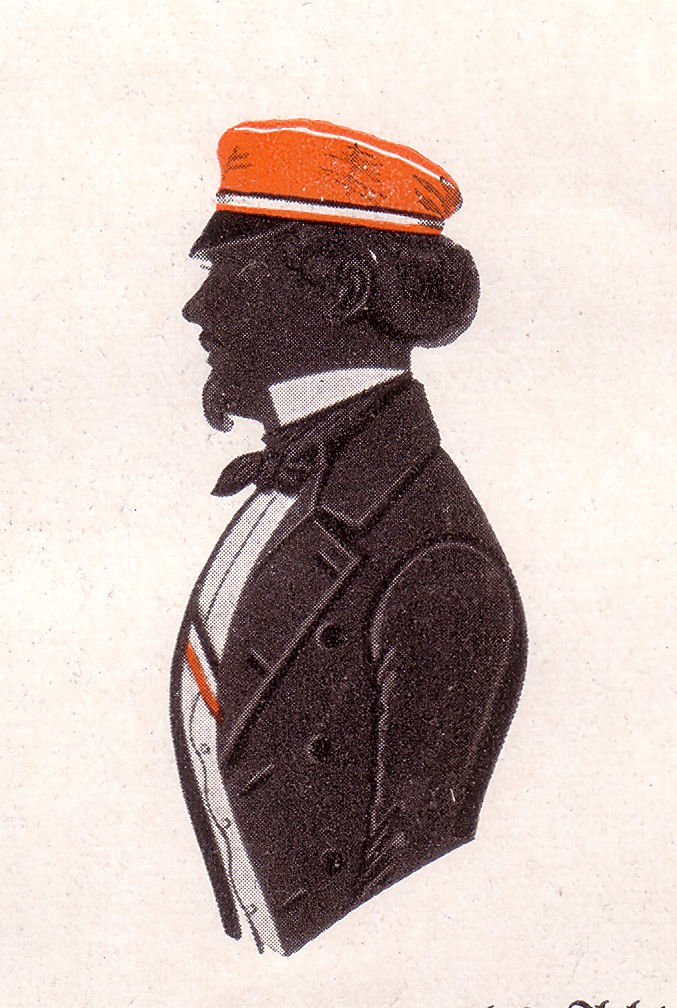
Gustav Nachtigal 1854

Palaiomarchia wurde am 28. Oktober 1844 durch Absolventen der altmärkischen Gymnasien in Salzwedel und Stendal an der Friedrichs-Universität zu Halle zunächst als geschlossenes Kränzchen gestiftet. Am 6. Februar 1847 gab sich Palaiomarchia eine Constitution und trat nunmehr als Corps am 11. Februar während einer Sezession des Hallenser Senioren-Convents dem damals aus Borussia und Pomerania bestehenden Neuen Hallenser SC bei. Im Wintersemester 1851/52 schloss sich Palaiomarchia dem alten SC an, der dem 1848 durch Friedrich von Klinggräff in Jena gegründeten Kösener Senioren-Convents-Verband angehörte.

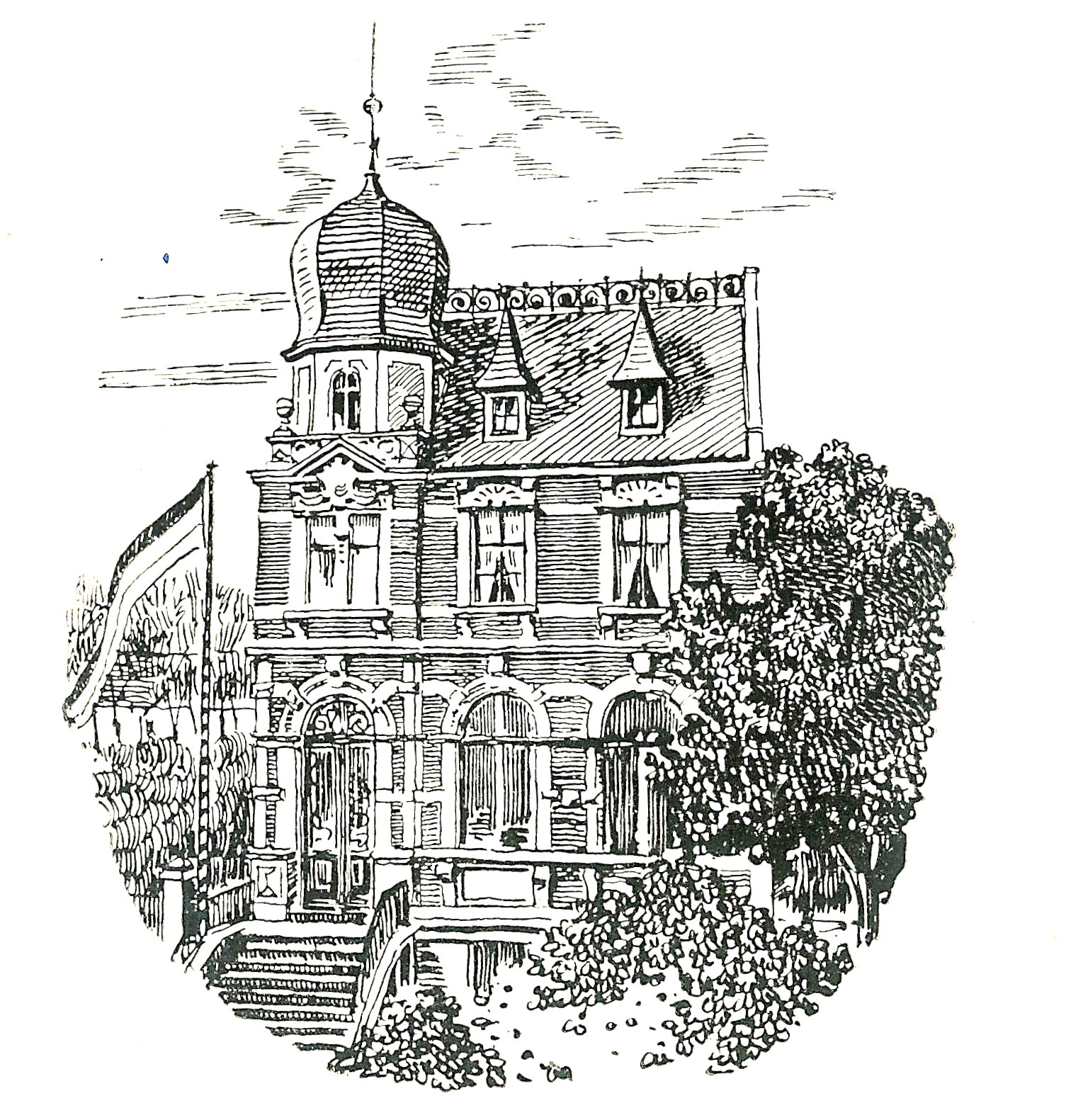
Corpshaus am Jägerplatz 20 (um 1910)

Anfänglich erlebte Palaiomarchia eine Blütezeit, in der auch der spätere Geograf, Völkerkundler und Afrikaforscher Gustav Nachtigal (1834–1885) im Jahr 1854 aktiv war. Vor allem durch den Deutschen Krieg 1866 und den Deutsch-Französischen Krieg 1870/71 litt das Corps jedoch unter Personalmangel und musste am 4. November 1871 den aktiven Betrieb einstellen. 1882 konnten Alte Herren und junge Studenten das Corps Palaiomarchia jedoch wieder in Halle rekonstituieren und mit einem aktiven Corpsburschenconcent (CC) neu beleben.

Kneipe im Haus am Jägerplatz (1890)

Das erste eigene Corpshaus, nach Plänen von Stadtbaurat Hetzel aus Naumburg am Jägerplatz Nr. 16 errichtet, konnte im Mai 1890 bezogen werden.
Im Sommersemester 1901 wurde der Masure Fritz Milthaler bei Palaiomarchia aktiv; dies führte am 11. November 1902 zum Abschluss eines offiziellen Vorstellungsverhältnis zwischen Palaiomarchia und Masovia, welches am 11. März 1908 in ein befreundetes Verhältnis umgewandelt wurde.

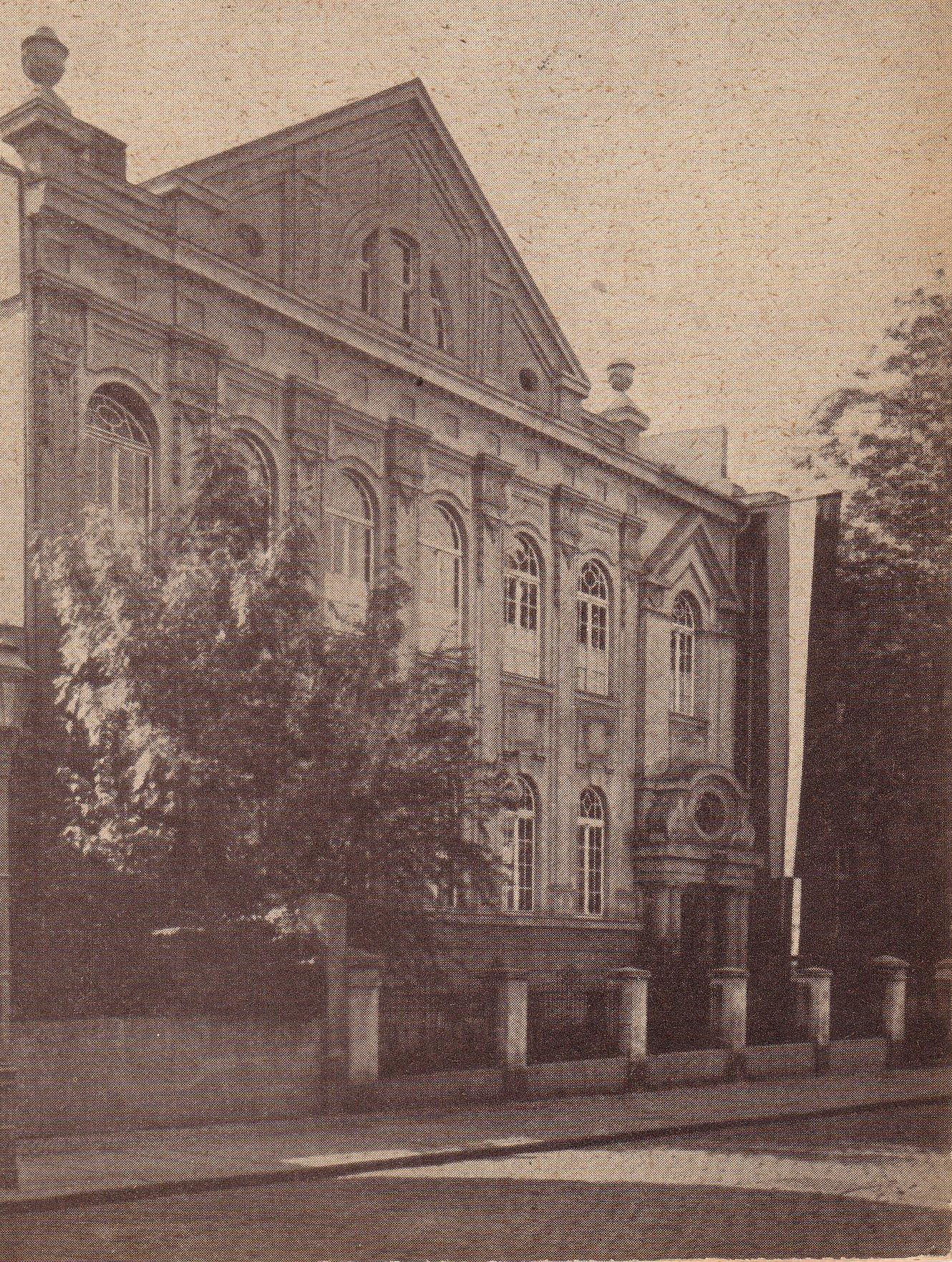
Corpshaus in der damaligen Gustav-Nachtigal-Straße, heutigen Heinrich-und-Thomas-Mann-Straße 28

Aufgrund des erfolgreichen Wachstums der Palaiomarchia wurde ihr erstes Corpshaus 1913 durch das größere Haus in der Gustav-Nachtigal-Straße (heutige Heinrich-und-Thomas-Mann-Straße 28) ersetzt, welches das Corps – nach Enteignung und Rückübertragung (siehe unten) – bis heute betreibt.
Nach dem Ersten Weltkrieg engagierten sich Altmärker im Hochschulring deutscher Art und beteiligten sich bei den Märzkämpfen in Mitteldeutschland. Der Erstchargierte kam dabei in Galgenberg (Halle) ums Leben.

### Bewährung
Als die Nationalsozialisten nach ihrer Machtergreifung 1933 begannen, alle demokratisch strukturierten Organisationen – auch der Corps – gleichzuschalten, das Führerprinzip durchzusetzen und Juden aus der Gesellschaft auszuschließen, beantragten sechs Studenten der Palaiomarchia, ihren beiden Alten Herren Fritz Lassen und Kurd Dalen, die als „jüdische Mischlinge“ galten, sofort ihre Bänder zu entziehen, obwohl sich beide um das Corps besonders verdient gemacht hatten: Fritz Lassen, der bereits vor dem Ersten Weltkrieg in die USA ausgewandert war, hatte sein Corps während der Inflationszeit sehr großzügig unterstützt. Kurd Dalen, Sohn des angesehenen Altmärkers Robert Dalen und Bruder von Ernst Dalen, der – ebenfalls Altmärker – 1916 als Flieger gefallen war, war jahrelang Mitglied im Vorstand des AH-Ausschuss seines Corps und außerdem ein hochdekorierter Teilnehmer am Ersten Weltkrieg, auf den bei der geforderten Durchsetzung des Arierparagraphen (noch) das Frontkämpferprivileg angewendet werden konnte.
Um drohenden Schaden von ihrem Corps abzuwenden, boten Lassen und Dalen an, freiwillig ihre Bänder niederzulegen. Dies wurde von den Altmärkern nahezu einstimmig abgelehnt und gleichzeitig den sechs Antragstellern wegen ihres Verstoßes gegen den Grundsatz der corpsbrüderlichen Treue gedroht, nunmehr ihnen das Band zu entziehen und sie aus dem Corps auszuschließen. In einem leidenschaftlichen Rundschreiben zu Neujahr 1935 schrieb der damalige Vorsitzende des AH-Ausschusses, Bernhard Hofmann, dem Rädelsführer u. a.:
„Was weiß der Antragsteller von der Not und Sorge unseres Corpsbruders, sich eine neue Stellung in Deutschland zu verschaffen, was ahnt er von den inneren Kämpfen und Qualen, die ein aufrechter Mann in seiner Situation in dieser Zeit durchzukämpfen hat, was kümmert ihn die verantwortungsbewusste Frage nach der weiteren Existenzberechtigung für den Corpsbruder und seine Gattin? … Wer das Band meines Corps trägt, ist mein Corpsbruder und meinen Bruder verteidige und schütze ich mit Leib und Seele … Ich opfere nicht meinen Bruder um meiner selbst willen noch um meiner Rasse willen.“ 

### Zwangssuspension und Enteignung
Nachdem sich das Corps Palaiomarchia auch geweigert hatte, dem Nationalsozialistischen Deutschen Studentenbund (NSDStB) beizutreten und den Arierparagraphen auf die beiden Vorgenannten anzuwenden, meldete am 29. August 1935 die Mitteldeutsche National-Zeitung: „Jüdische Korpsbrüder bei Palaiomarchia. Nationalsozialisten verlassen unter Protest das Korps“. Und „Der Stürmer“ hetzte gegen die „abgrundtiefe Gesinnungs- und Charakterlosigkeit“ Hofmanns: „Wer erklärt, daß er mit dem Juden unlösbar verbunden ist, muss selbst Jude oder Judenbastard sein.“
Daraufhin schloss der Chef der Reichskanzlei Hitlers, Hans Heinrich Lammers, als Führer der „Gemeinschaft Studentischer Verbände“ (GStV) eigenmächtig das Corps Palaiomarchia am 3. September 1935 aus dem GStV und damit auch aus dem diesem unterstellten KSCV aus. Als dessen Führer Max Blunck dagegen protestierte, schloss Lammers am 5. September ebenso eigenmächtig auch den KSCV aus der GStV aus, was am 9. September zum Rücktritt Bluncks und am 28. September 1935 zur Auflösung des KSCV führte. Nachdem inzwischen die Nürnberger Rassegesetze beschlossen und der SA-Stabschef Viktor Lutze eine gleichzeitige Mitgliedschaft in einem Corps verboten hatte, musste das Corps Palaiomarchia am 11. Oktober 1935 – ebenso wie fast alle anderen Corps – suspendieren. Nur sein Altherren-Verein (AHV) blieb noch bestehen, musste jedoch sein Corpshaus der von den Machthabern 1938 gegründeten Hallenser SC-Kameradschaft „Gustav Nachtigal“ überlassen und schließlich aufgrund der Verbote der Geheimen Staatspolizei und der konfiskatorisch überhöhten Hausabgaben Ende 1943 dem NS-Altherrenbund dieser Kameradschaft übereignen.
Nach dem Zweiten Weltkrieg wurde das Corpshaus von den Machthabern in der SBZ in Volkseigentum überführt und die Gustav-Nachtigal-Straße 1954 in Heinrich-und-Thomas-Mann-Straße umbenannt. Aufgrund der politischen Verhältnisse in der SBZ und späteren DDR war eine Rekonstitution des Corps Palaiomarchia am alten Standort unmöglich. Jedoch fand sich seit Mai 1946 eine Gruppe von Altmärkern zum Gedenken an den 102. Jahrestag der Stiftung der Palaiomarchia zumeist in Hamburg zusammen und gründete 1947 schließlich den Altmärker-Verein, der gemäß Anordnung der britischen Militärregierung Nr. 122 am 15. Januar 1948 in Hamburg registriert wurde. Ab November 1949 kam es zu mehreren Treffen mit dem Collegium Albertinum (CA) aus Kiel über ein eventuelles Zusammengehen dort.

### Collegium Albertinum in Kiel

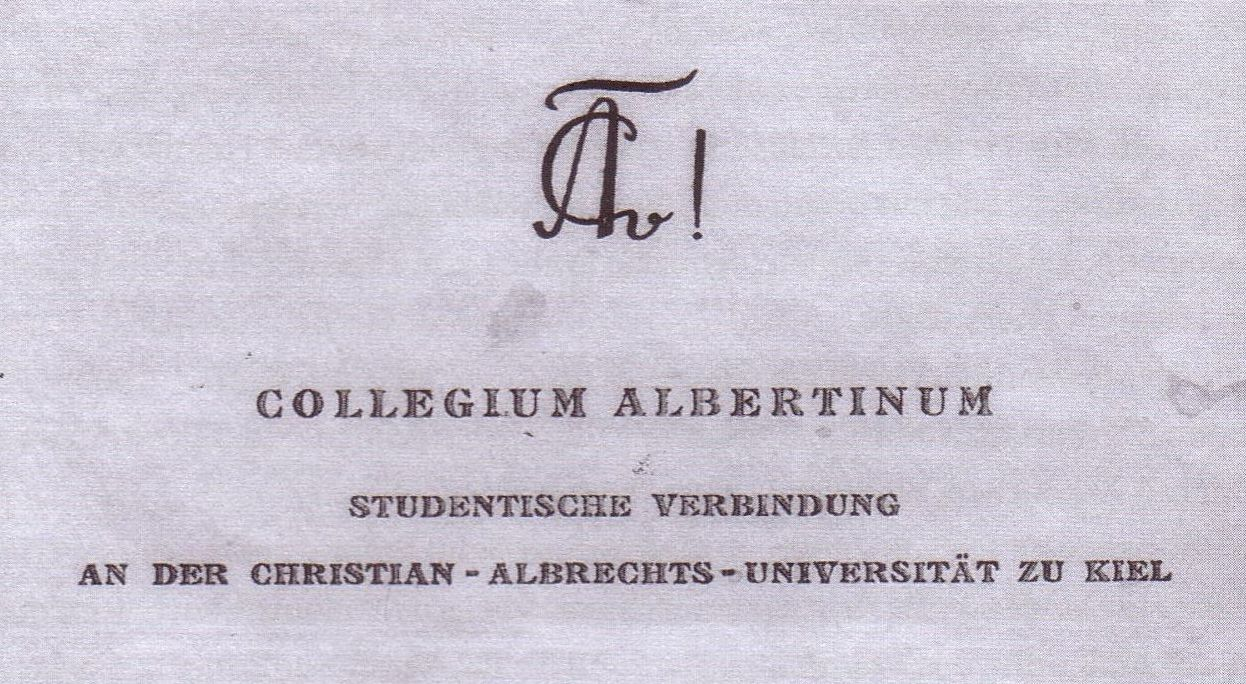
Collegium Albertinum

An der Christian-Albrechts-Universität zu Kiel fanden sich im Wintersemester 1946/47 zunächst sieben, später 19 Jurastudenten und ein Medizinstudent zusammen. Als zurückgekehrte Soldaten wollten sie sich und jüngeren Kommilitonen in der Nachkriegszeit helfen und die gewonnene akademische Freiheit in einem gemeinsamen, wertebasierten Neuanfang nutzen. Deshalb gründeten sie am 3. November 1946 das nach dem Universitätsstifter Christian Albrecht (Schleswig-Holstein-Gottorf) benannte Collegium Albertinum, in dem die korporativen Prinzipien der Wahrhaftigkeit, lebenslangen Freundschaft und Toleranz gelten sollten. Dem förmlichen Zulassungsantrag beim britischen University Education Control Officer wurde noch im Dezember 1946 stattgegeben. Im Sommersemester 1947 beschloss das CA, den Anschluss an eine alte Studentenverbindung zu suchen. Im Sommersemester 1949 folgte der Beschluss, sich speziell den Corps zuzuwenden. Ab September 1949 führte das CA das Couleur violett-weiß-violett, die Farben der Christian-Albrechts-Universität, und einen eigenen Zirkel.
Über das Mitglied Gerd Wollburg kam es ab November 1949 zu mehreren Treffen von Vertretern des CA mit Altmärkern, die ihr zwangsweise suspendiertes Corps Palaiomarchia aus Halle in Kiel rekonstituieren und dabei evtl. mit den ihnen seit langem freundschaftlich verbundenen Masuren aus Königsberg zusammengehen wollten. Aufgrund ihres rasch gefundenen Einvernehmens boten die Altmärker den inzwischen 35 Mitgliedern des CA an, sie in dem am 10. Dezember 1949 rekonstituierten Corps Palaiomarchia als Corpsburschenconvent (CC) aufzunehmen, eventuell auch zusammen mit der Masovia in einen gemeinsamen Corps. Dem stimmt der Convent des CA, zu dessen Mitgliedern u. a. Ortwin Butenberg, Wolfgang Doberauer, Wolfgang Erich, Hans Pries, Heribert Schareck, Werner Schattmann, Rudolf Tappe und Gerd Wollburg zählten, am 12. Dezember 1949 zu.

### Palaiomarchia-Masovia in Kiel

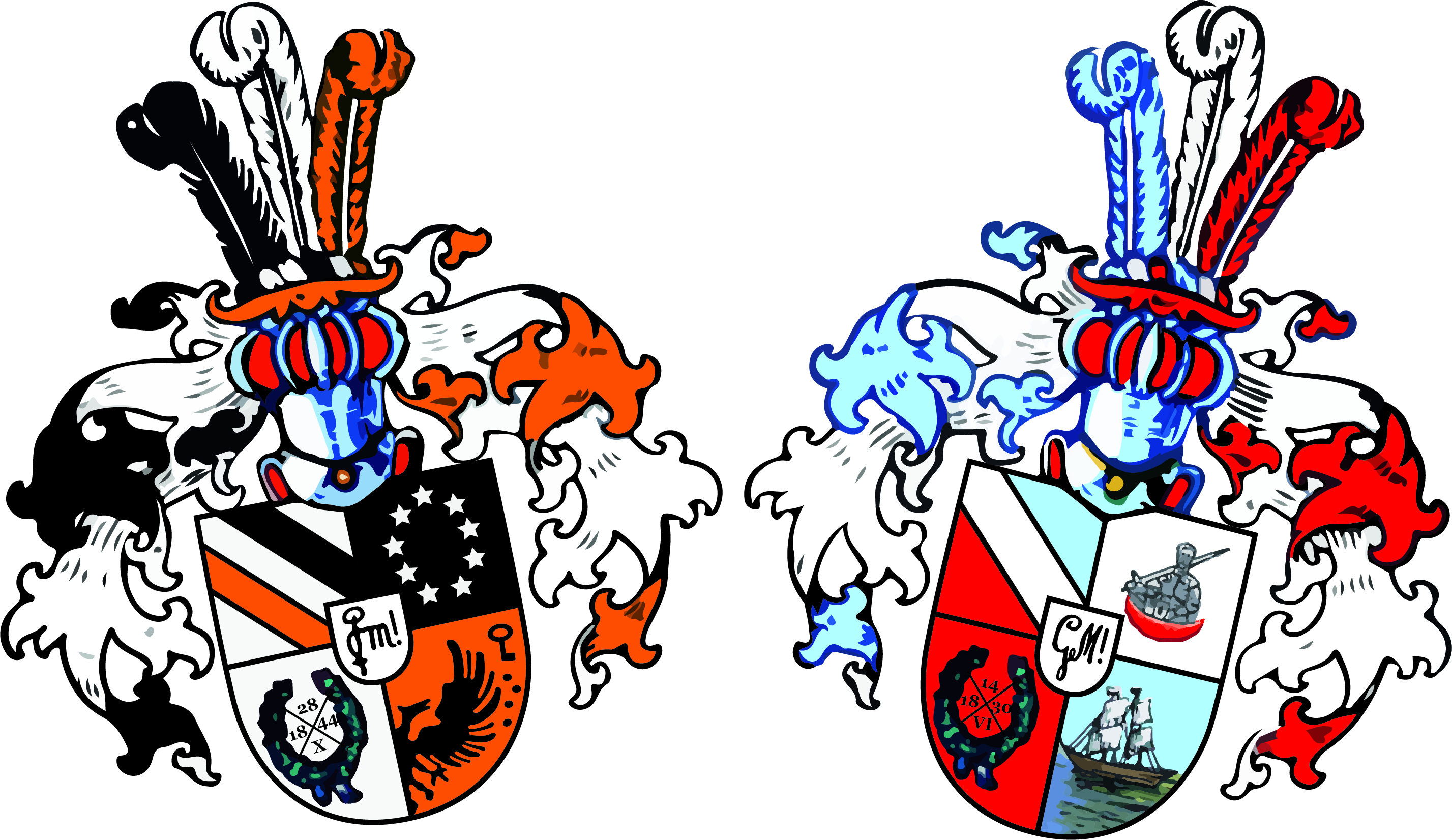
Wappen des Corps Palaiomarchia-Masovia

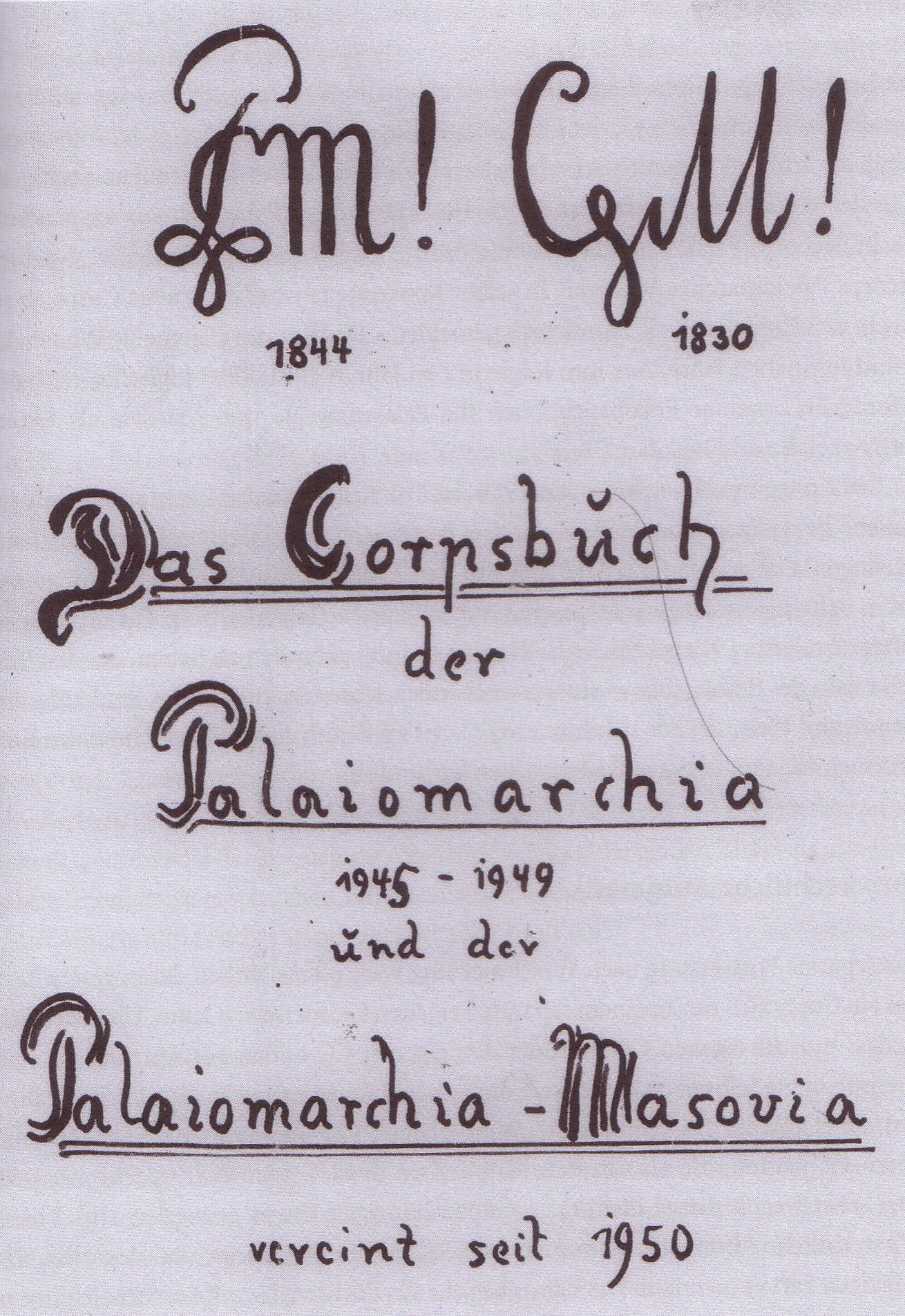
Corpsbuch der Palaiomarchia, und der Palaiomarchia-Masovia 1950

Auf einem am 13. Januar 1950 gemeinsam anberaumten Treffen von Angehörigen der Corps Palaiomarchia und Masovia mit Vertretern des Collegium Albertinum (CA) in Hamburg erklärte auch das Corps Masovia seine Rekonstitution. Darauf meldete Palaiomarchia seine Rekonstitution vom 10. Dezember 1949 auf diesen 13. Januar 1950 um. Die beiden Corps erklärten nunmehr ihre „gemeinsame Rekonstitution“ zum neuen Corps Palaiomarchia-Masovia (kurz auch: PM) „als Fortsetzung der beiden heimatvertriebenen Corps Masovia und Palaiomarchia“ (auch kurz: Mutter- bzw. Gründercorps) und übernahmen darin das Collegium Albertinum als künftigen Corpsburschenconvent.
Zugleich wurde beschlossen, künftig die Farben beider Gründercorps Palaiomarchia und Masovia zu tragen, ihre beiden Wappen, Wahlsprüche und Zirkel zu führen und bei festlichen Anlässen wie Receptionen von Füchsen, Kneipen und Kommersen die Farbenstrophen beider Gründercorps zu singen. Auch sollten alle Feste und Veranstaltungen künftig gemeinsam gefeiert werden, nämlich das Stiftungsfest in Kiel im Sommer anlässlich des Stiftungstages des Corps Masovia (14. Juni 1830), während des Stiftungstages des Corps Palaiomarchia (28. Oktober 1844) jeweils auf der Semesterantrittskneipe jeden Wintersemesters gedacht werden sollte. Die Wintersemester-Abschlusskneipe jeden Jahres sollte als Rekonstitutionskneipe zur Erinnerung an die gemeinsame Rekonstitution zum neuen Corps Palaiomarchia-Masovia (13. Januar 1950) stattfinden.
Am 14. Januar 1950 wurden in der Seeburg (Kiel) die einzelnen Mitglieder des ehemaligen Collegium Albertinum als neue Corpsburschen mit Butenberg als Erstchargierten aufgenommen (rezipiert). Dabei erhielten sie das zunächst allein zur Verfügung stehende Altmärkerband und unterzeichneten die Konstitution in dem damals allein vorhandenen Rezeptionsbuch der Palaiomarchia. Das dazu gehörige Masuren-Band empfingen alle in Kiel erreichbaren jungen CB am 26. Januar 1950 im Clubzimmer der Mensa der Christian-Albrechts-Universität, alle ortsabwesenden CB später. Mit gleichem Datum wurde die gemeinsame Rekonstitution den anderen, inzwischen wieder rekonstituierten Kieler Verbindungen im Korporationsring, dem Kieler AHSC sowie den Verhältniscorps der beiden Gründercorps angezeigt. Die Gründercorps Palaiomarchia und Masovia wurden seither vom KSCV wieder als nach 1935 zwangsweise suspendierte Corps geführt, bis sie nach der Wiedervereinigung Deutschland wieder rekonstituieren konnten (dazu siehe unten).
In der Folgezeit erfuhr das Corps ein stürmisches Wachstum, welches besonders durch folgende Ereignisse und den vom Corps intensiv geförderten Segelsport gekennzeichnet war:
Am 1. und 2. Juli 1950 feierte das Corps Palaiomarchia-Masovia sein erstes Stiftungsfest zugleich zur Feier des 120. Stiftungstages der Masovia.
Im Wintersemester 1950/51 rekonstituierten die Kieler Corps Holsatia und Saxonia mit Palaiomarchia-Masovia den Kieler Senioren-Convent und beteiligten sich am 19. Mai 1951 an der Rekonstitution des Kösener Senioren-Convents-Verbands.
Ihr erstes Corpsheim bezog das Corps Palaiomarchia-Masovia im Mai 1951 im Niemannsweg 109 und gründete 1953 einen Hausverein zum Erwerb eines eigenen Hauses. Zunächst aber zog es 1954 in größere, ebenfalls gemietete Räume in der Bartelsallee 3.
1952 wurde die Gründung des Altherrenvereins (AHV) der Palaiomarchia-Masovia beschlossen, zu deren Mitgliedern auch die Mitglieder des AHV Palaiomarchia und des AHV Masovia mit den noch vor dem Krieg in Halle bzw. in Königsberg recipierten AH gehörten; diese AHV wurden zur Wahrung etwa wieder erreichbarer Rechtspositionen weiter fortgeführt.
Am 14. Juni 1953 beschloss das Corps, seine beiden Bänder durch eine silberne Spange mit dem Albertus, dem Wappen der Universität Königsberg und Abzeichen ihrer früheren Studenten, miteinander zu verbinden. Dadurch sollte die Zusammengehörigkeit der beiden Gründercorps und die auch auf die alte Masovia Königsberg zurückgehende Tradition nach außen sichtbar gemacht werden.

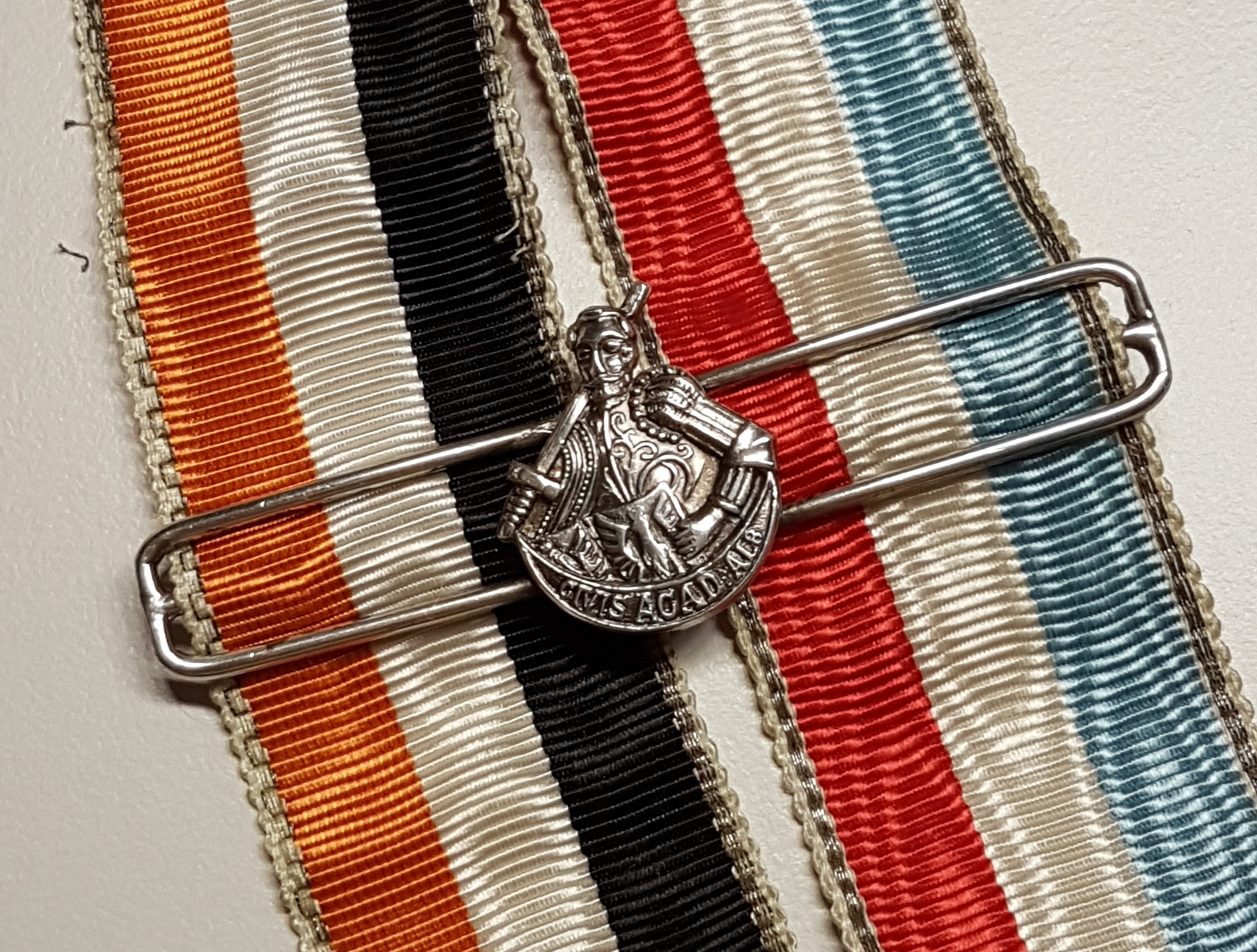
Doppelband der Altmärker-Masuren mit Albertus-Spange

Da das neue Corps Palatia-Guestphalia seine Bänder ebenfalls mit einer silbernen Spange verbunden hatte, erteilte der Kösener Senioren-Convents-Verband (oKC) 1954 diesem Corps sowie der Palaiomarchia-Masovia die Ausnahmegenehmigung, „für die Dauer ihrer vorübergehenden Aktivität in Westdeutschland zwei Bänder zu verleihen, die durch eine Spange verbunden sein müssen“. Der KSCV ließ diese zunehmend obsolet erscheinende Einschränkung 1978 stillschweigend fallen.

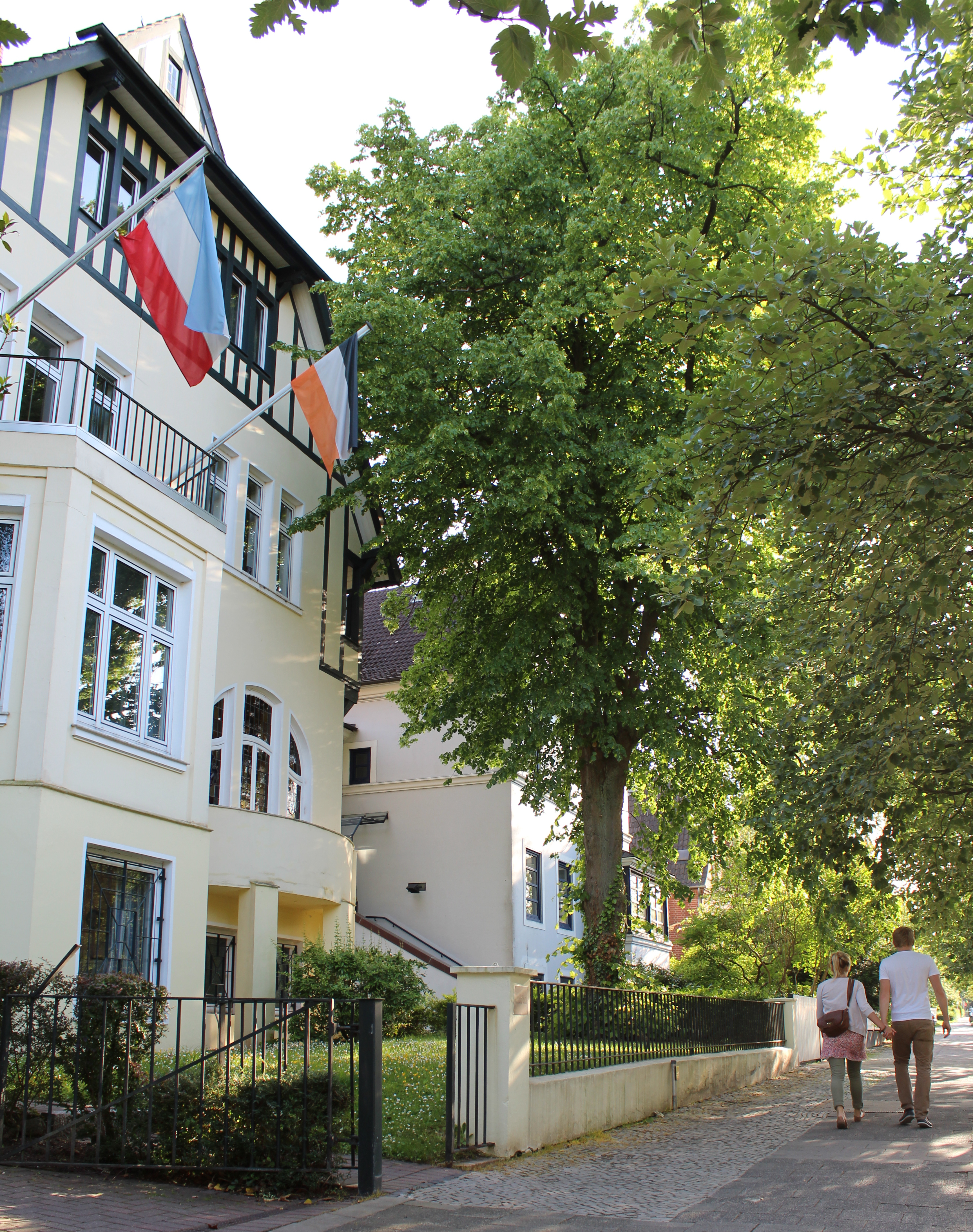
Corpshaus der Palaiomarchia-Masovia in Kiel, Düppelstraße 27

Anlässlich ihres 129. (115.) Stiftungsfestes am 12. Juni 1959 zogen die Altmärker-Masuren von der Bartelsallee 3 in das eigene Corpshaus in der Düppelstraße 27 ein, welches ein großes Geschenk dank der Spendenbereitschaft der Alten Herren des Corps war. Das Corpshaus wurde in den 2023 erschienenen Bildband „Die schönsten Corpshäuser – Architektur und Geschichte“ aufgenommen

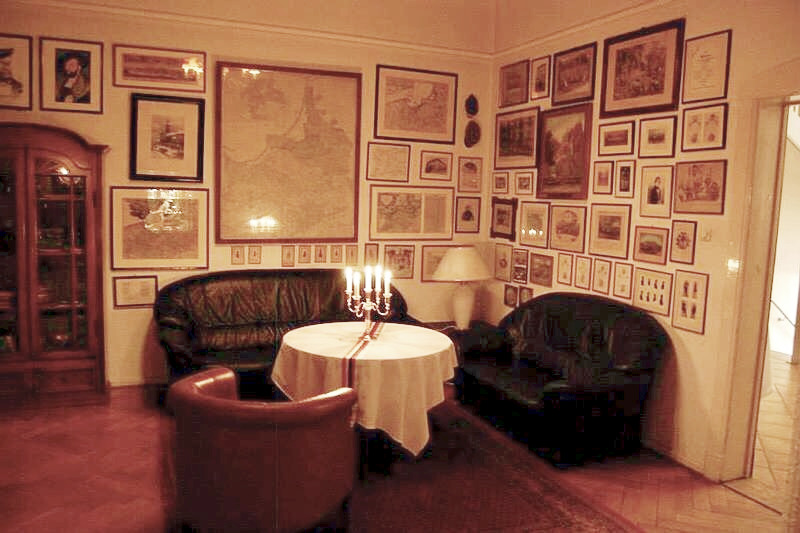
Masuren-Zimmer in der Düppelstraße

Am 15. Oktober 1960 verliehen sich die Alten Herren der AHV von Masovia und Palaiomarchia in Hannover feierlich gegenseitig ihre Bänder. Damit trugen nahezu alle Mitglieder der Palaiomarchia-Masovia beide Bänder und führten die Zirkel beider Gründercorps.
In der Zeit der 1968er Studentenbewegung schuf der CC der Palaiomarchia-Masovia auf Empfehlung des KSCV das Amt eines Hochschulbeauftragten und veranstaltete auf seinem Corpshaus auch hochschul-öffentliche Vorträge, auf Einladung des damaligen Vorsitzenden der Activitas Wilko Meinhold u. a. des damaligen AStA- und VDS-Vorsitzenden Christoph Ehmann zum „politischen Mandat der Studentenschaft“.
1973 wurde der SC zu Kiel erneut Vorort des KSCV. Palaiomarchia-Masovia war präsidierendes Corps und stellte den Vorortsprecher. Vertreter war Wernicke Saxoniae Kiel.
Im Sommersemester 1980 wurde das Stiftungsfest der Palaiomarchia-Masovia anlässlich des 150. Gründungstags der Masovia feierlich begangen, u. a. mit einer Ausstellung 150 Jahre Masovia Königsberg und einem Festakt im Kieler Schloss, zu dem auch Vertreter der Universität und der Stadt Kiel Glückwünsche überbrachten. Den Festvortrag hielt der Historiker und Burschenschafter Oswald Hauser zum Thema „Das geistige Preußen“.
Beim 160. Stiftungsfest im Sommersemester 1990 wurden die Traditionen der Heimatuniversitäten beider Gründercorps mit einem Festvortrag des Kieler Politologen und Juristen Ulrich Matthée zum Thema Geist von Pietismus und Aufklärung an den preußischen Universitäten Königsberg und Halle gewürdigt.

### Rekonstitution der Palaiomarchia in Halle
Durch die Deutsche Wiedervereinigung Deutschlands ergab sich für die noch in Halle rezipierten Altmärker die Möglichkeit für eine Rückkehr an ihre Heimatuniversität. Diesen Wunsch unterstützten viele jüngere Altmärker-Masuren in Kiel, indem sie dem noch bestehenden AHV der Palaiomarchia beitraten. Auch das Corps Palaiomarchia-Masovia selbst feierte bereits am 27. Oktober 1990 die Semester-Antrittskneipe im vormaligen, total überfüllten Corpshaus der Palaiomarchia in der Heinrich-und-Thomas-Mann-Straße 28 und unterstützte personell wie finanziell die Vorbereitungen für eine Rekonstitution der Palaiomarchia in Halle. Dem entsprechenden Antrag einiger Alter Herren stimmten die Gremien der Palaiomarchia-Masovia am 12./13. Januar 1991 mit der Maßgabe zu, dass das Kieler Corps dadurch nicht in seine beiden Gründercorps geteilt werde und seine ideelle Unversehrtheit gewahrt bleibe.
Damit konnte das Corps Palaiomarchia am 4. Mai 1991 durch sechs Altmärker-Masuren und zwei Berliner Märker in ihrem vormaligen Corpshaus in Halle feierlich rekonstituiert werden. Danach nahmen über 40 Altmärker-Masuren und Angehörige anderer Corps das Altmärkerband auf, um damit den jungen Corpsburschen-Convent der Palaiomarchia weiter zu stärken. Auch gelang es rasch, junge Studenten der Universität Halle für die corpsstudentische Idee zu begeistern und zunächst als Füchse aufzunehmen; diese bildeten dann nach ihrer Reception den CC des Palaiomarchia.
Das Corpshaus, das in der DDR-Zeit als Volkseigentum für sozialistische Jugendarbeit im Kulturbund der DDR genutzt und nach der Wiedervereinigung von Palaiomarchia angemietet worden war, musste schließlich 1998 von der Stadt Halle als Amt zur Regelung offener Vermögensfragen an das Corps Palaiomarchia zurückübertragen werden; denn dieses konnte nachweisen, dass der Verlust des Corpshauses nicht auf einer Gleichschaltung mit dem NS-Altherrenbund, sondern auf seiner Verfolgung wegen der Verweigerung der befohlenen Umsetzung des Arierparagraphen beruhte.
Das Corps Palaiomarchia schloss sodann zum Zeichen seiner auch künftig engsten Verbundenheit mit Palaiomarchia-Masovia ein unkündbares Eisernes Kartell.
Aufgrund dieser Rekonstitution der Palaiomarchia entwickelte sich über die künftige Ausgestaltung des Corps Palaiomarchia-Masovia eine intensive Diskussion innerhalb des Corps und mit den Gremien des KSCV: Entgegen der von der Statutenkommission und der Historischen Kommission erhobenen Forderung, nach der Rekonstitution der Palaiomarchia in Halle dürfe das Corps Palaiomarchia-Masovia in Kiel nur noch ein Band und einen Zirkel führen, beschloss der Convent am 16. Januar 1993: „Das Corps Palaiomarchia-Masovia bleibt in Namen und Farben unverändert“.
Mit Schreiben an die Gutachterkommission vom 27. Oktober 1994 bestätigt Palaiomarchia ausdrücklich, dass Palaiomarchia-Masovia auch nach der Rekonstitution der Palaiomarchia in Halle weiterhin die Tradition der Palaiomarchia mittrage.
Als Zeichen ihrer Verbundenheit auch mit der masurischen Tradition weihte das Corps Palaiomarchia-Masovia anlässlich seines 165. Stiftungsfestes das renovierte und mit wertvollen Exponaten seiner Mitglieder ausgestattete Masurenzimmer ein; wiederum gab es einen Festakt im Auditorium Maximum der Kieler Universität, mit einem Festvortrag von Georg-Christoph von Unruh und einem Grußwort des Bürgermeisters der Stadt Kiel.

### Rekonstitution der Masovia in Kiel

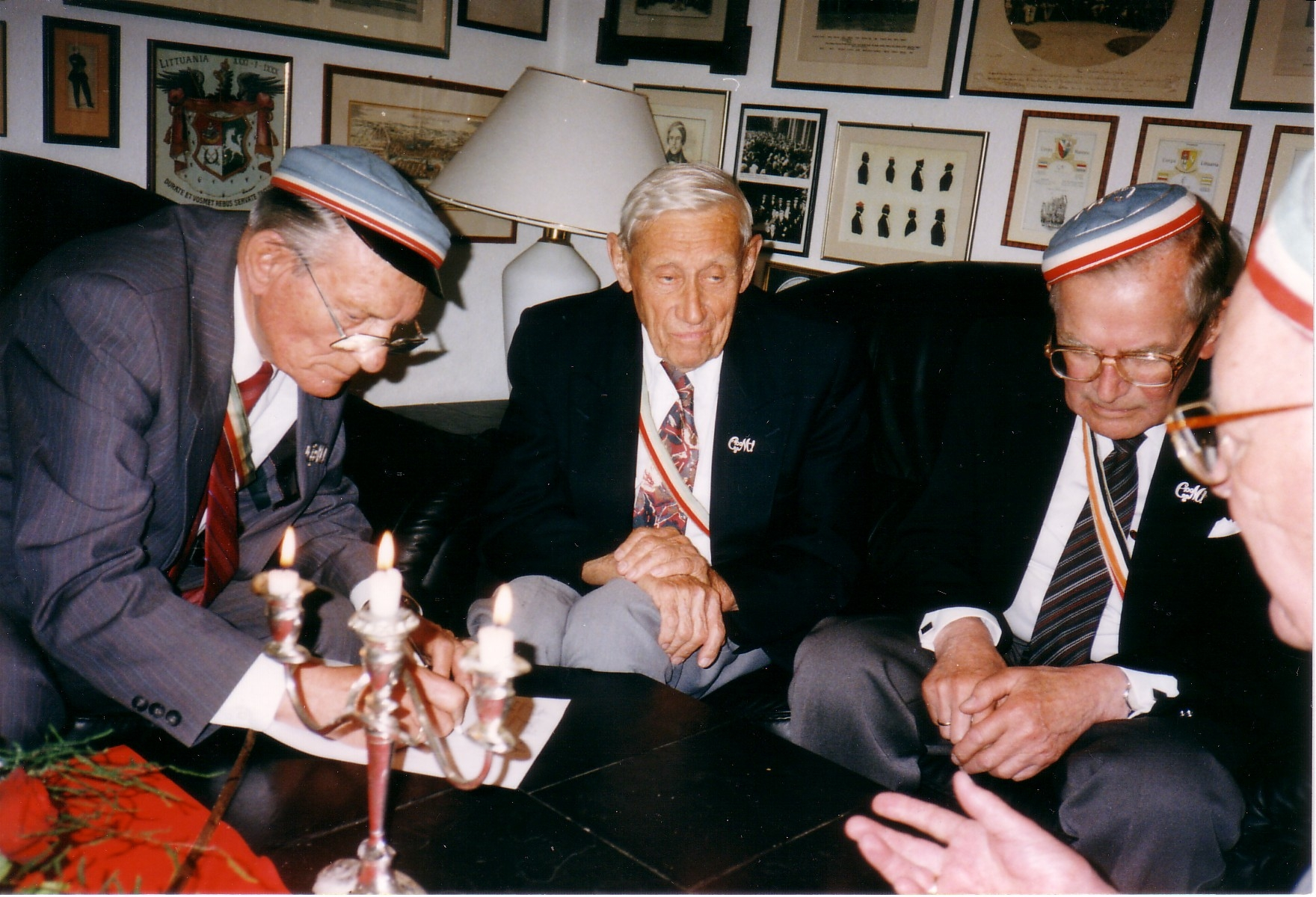
Unterzeichnung der Rekonstitutionsurkunde der Masovia im Masurenzimmer der Palaiomarchia-Masovia in Kiel 1997

Vor dem Hintergrund divergierender Entschließungen der KSCV-Kommissionen und der gemäß § 8 III der Kösener Statuten laufenden 50-Jahre-Frist zur Löschung suspendierter Corps beschlossen sechs noch in Königsberg rezipierte Mitglieder des AHV Masovia am 14. Juni 1997 in Kiel die Rekonstitution des Corps Masovia mit der ausdrücklichen Erklärung in der von ihnen unterzeichneten Urkunde: „Diese Rekonstitution erfolgt angesichts der Tatsache, dass die Rekonstitution vom 14.01.1950 z.Zt. vor dem KSCV keinen Bestand hat. Sie erfolgt auch in dem festen Willen, mit Palaiomarchia-Masovia eng verbunden zu bleiben …“. 15 Altmärker-Masuren sowie ein Altmärker aus Halle nahmen in Kiel das Band der Masovia auf und unterstützen damit auch deren Rekonstitution. Außerdem wurde eine künftige Fusion beider Corps ins Auge gefasst, um sowohl die bisherigen Bänder und Zirkel der Palaiomarchia-Masovia als auch die Tradition der alten Masovia Königsberg beizubehalten.
Diese Rekonstitution der Masovia vom 14. Juni 1997 wurde zunächst vom Kieler Senioren-Convent nicht anerkannt, da das Corps Masovia bereits 1950 gemeinsam mit Palaiomarchia zu Palaiomarchia-Masovia rekonstituiert habe. Nach erneuter Einschaltung der Gutachterkommission des KSCV und interner Beratungen wurde die Rekonstitution der Masovia seitens der Palaiomarchia-Masovia am 15. Januar 2000 anerkannt unter der Voraussetzung, dass das Corps Masovia im Gegenzug das Corps Palaiomarchia-Masovia unverändert in Name, Band und Zirkel anerkennt. Nachdem daraufhin diese Rekonstitution der Masovia im Februar 2000 auch durch den Kieler Senioren-Convent anerkannt wurde, stellte Palaiomarchia-Masovia auf dem Kösener oKC am 3. Juni 2000 den Antrag, als am 14. (recte 13.) Januar 1950 gestiftetes Corps anerkannt zu werden, was auch geschah, und erkannte seinerseits das am 14. Juni 1997 in Kiel rekonstituierte Corps Masovia als Nachfolgecorps des 1830 in Königsberg gestifteten Corps Masovia an. Zwar blieben die Wappen, Bänder, Wahlsprüche und Farbenstrophen des Corps Palaiomarchia-Masovia weiterhin unverändert; die Zirkel wurden aber seither zusammengeschrieben und mit nur einem Ausrufezeichen versehen, um Verwechslungen zu vermeiden.

### Weitere Entwicklung bei Palaiomarchia-Masovia

Zirkel der Palaiomarchia-Masovia zusammengeschrieben mit nur einem Ausrufezeichen

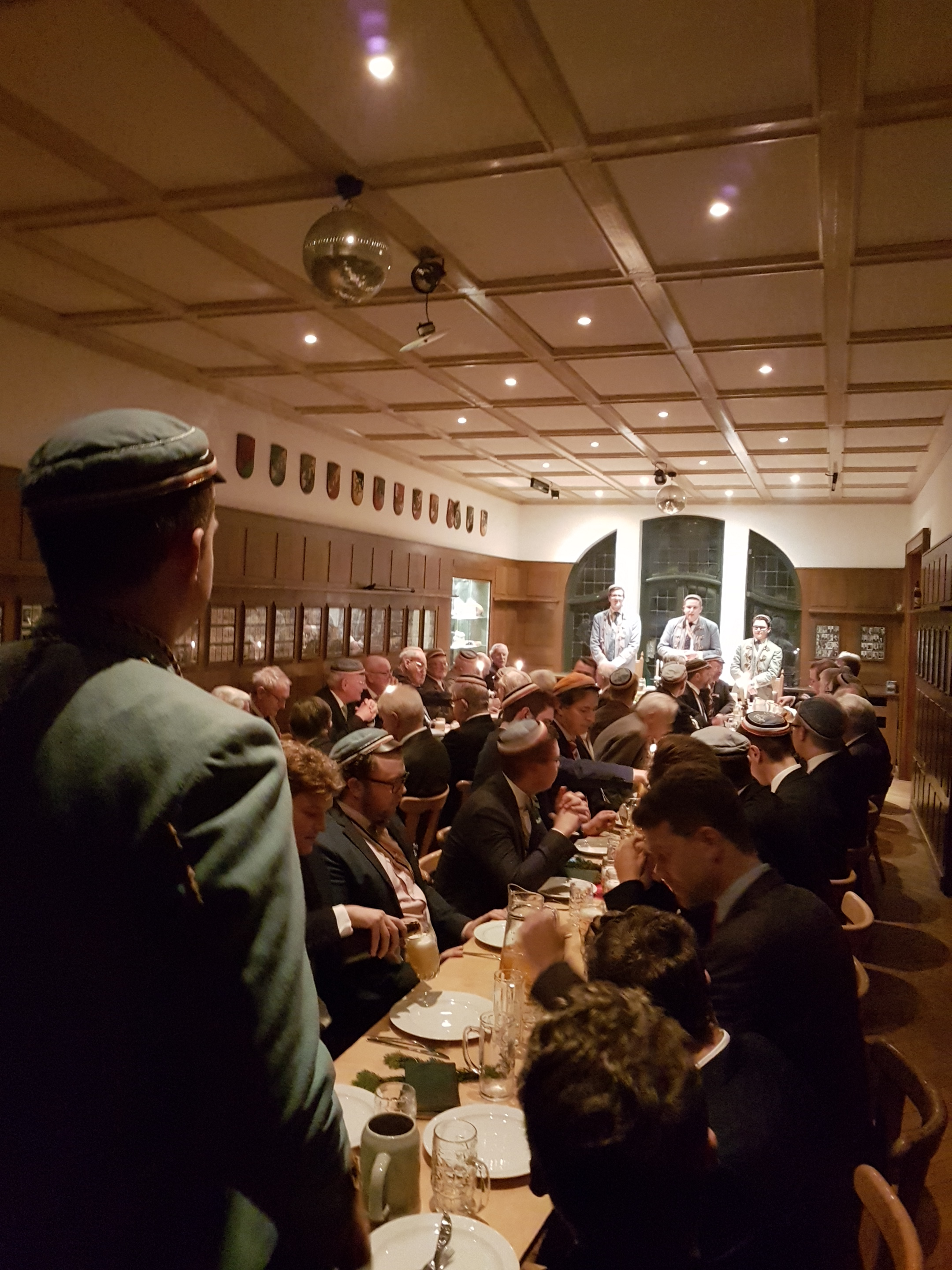
Grünkohlkneipe auf dem Corpshaus in Kiel im Dezember 2018

Nachdem das Corps Masovia trotz Protest des Kartellcorps Marchia Berlin am 29. Oktober 2000 die Verlegung seines Sitzes nach Potsdam beschlossen hatte, setzte der Altherrenverein der Palaiomarchia-Masovia auf das Angebot des neu gewählten Vorstands des Altherrenvereins der Masovia am 13. Januar 2001 eine Kommission zur Prüfung einer evtl. Fusion beider Corps in Kiel ein. Obwohl die anschließenden Verhandlungen der beiderseitigen AHV-Vertreter positiv verliefen, wurden auf dem Convent der Masovia am 24. April 2001, zu dem beitrittsberechtigte Alte Herren der Palaiomarchia-Masovia nicht zugelassen wurden, weitere Fusionsverhandlungen mehrheitlich abgelehnt. Außerdem machte die Masovia nunmehr gegenüber Palaiomarchia-Masovia einen Alleinvertretungsanspruch masurischer Traditionen geltend.
Gegen diesen Anspruch der Masovia erklärte das Corps Palaiomarchia-Masovia auf seinem Convent 9. Juni 2001, die Traditionen der Masovia und Palaiomarchia durch die Jahrzehnte überhaupt erst überliefert und legitim vertreten zu haben und dieses historischen Ursprungs durch nichts beraubt werden zu können. In dieser Auffassung wurde sie auch von ihrem anderen Gründercorps Palaiomarchia voll unterstützt. Diesem Selbstverständnis und Traditionsanspruch der Palaiomarchia-Masovia stehe nicht entgegen, dass die beiden 1991 und 1997 rekonstituierten Corps Palaiomarchia und Masovia an ihren Standorten in Halle und Potsdam ebenfalls diese Traditionen fortführten.
In der Folgezeit wurden zur Frage der Traditionspflege und zum Archiv Verhandlungen zwischen beiden Corps geführt und auch gemeinsam ein schiedgerichtlicher Vergleichsentwurf erarbeitet, dem Palaiomarchia-Masovia durch Convent-Beschluss am 15. Juni 2003 zustimmte.

### Weitere Entwicklung bei Palaiomarchia
Nach positiven Vorberichten in der Presse feierte das Corps Palaiomarchia am 13. Mai 1994 sein 150. Stiftungsfest mit einer Ausstellung unter dem Titel „Altmärker in Halle – 1844–1994“ und einem Festakt in der Martin-Luther-Universität, bei dem der Oberbürgermeister der Stadt die Bedeutung des Corps für die Persönlichkeitsbildung der Studenten hervorhob und Hans Schadewaldt einen Festvortrag zum Thema Die medizinische Fakultät in Halle und der Pietismus hielt.
Als erster KSCV-Vorort der neuen Bundesländer übernahm der Hallenser Senioren-Convent 1995 die Amtsgeschäfte des KSCV. Palaiomarchia stellte als präsidierendes Corps den Vorortsprecher, den Kassenwart und die drei Schriftführer. Außerdem referierte der Vorsitzende seines Altherrenvereins, Gerhard Daniel, auf einem Seminar des Hallenser Senioren-Convents 1995 anlässlich der 60. Wiederkehr der Auflösung des KSCV, die letztlich auf den oben erwähnten Widerstand des Corps gegen die Ausschließung seiner jüdischen Mitglieder zurückging, über deren damalige Lage und über die weitere Entwicklung.
Ihr 170. Stiftungsfest feierte Palaiomarchia am 9. Mai 2014 mit einem Festakt im Händelhaus in Halle, bei dem der Vorsitzende der liberalen jüdischen Synagogengemeinde Halle, Karl Mosche Sommer, den Festvortrag zum Thema „Juden in Halle vom Altertum bis zur Gegenwart“ hielt.
Am 26. April 2016 referierte der Jurist und Historiker Georg Prick auf dem Corpshaus in Halle über den ehemaligen AH-Ausschussvorsitzenden der Palaiomarchia, Bernhard Hofmann (1889–1954), der sich auch als Streiter für die Bekennende Kirche im sog. Kirchenkampf ab 1933 bewährt und nach dem Krieg in Magdeburg als Konsistorialpräsident der Evangelischen Kirchenprovinz Sachsen gewirkt hatte. Wegen der außergewöhnlichen Verdienste Bernhard Hofmanns, die wegen der Zeitumstände zu seinen Lebzeiten nicht mehr gewürdigt werden konnten, verlieh ihm das Corps Palaiomarchia am 28. Oktober 2017 ausnahmsweise postum die Ehrenmitgliedschaft. Da die Ehrenurkunde der hochbetagt am 23. Dezember 2018 verstorbenen Tochter Ursula Hofmann nicht mehr ausgehändigt werden konnte, wurde am 9. Januar 2019 an Erdmann Schott, dem Enkel Hofmanns und Sohn des Theologen Christian-Erdmann Schott, überreicht.

## Auswärtige Beziehungen
Palaiomarchia und Palaiomarchia-Masovia sind aufgrund ihrer über viele Jahrzehnte gemeinsamen Geschichte durch ein unkündbares „Eisernes Kartell“ miteinander verbunden, gehören – ausgenommen in der Zeit vor der großen Suspension von 1874 bis 1882 – beide zum sog. Blauen Kreis im KSCV und haben z. T. dieselben Verhältnisse.

## Mitglieder

### Palaiomarchia
In alphabetischer Reihenfolge
- Kurt Hermann Alverdes (1896–1959), Anatom in Königsberg, Halle und Leipzig
- Moritz Bardeleben (1827–1892), Präsident des Oberlandesgerichts Celle
- Erich Bauer (1885–1972), Rechtsanwalt und Entomologe in Goslar
- Wilhelm von Becker (1835–1924), Oberbürgermeister von Dortmund, Düsseldorf und Köln, Ehrenbürger der Stadt Köln, Vizepräsident des preußischen Herrenhauses
- Erich Bock (1907–1994), Sanitätsoffizier
- Carl Rudolf Bohtz (1864–1922), Mitglied des Reichstags
- Woldemar Born (1834–1912), Bürgermeister von Delitzsch, Bürgermeister und Ehrenbürger von Zeitz, Mitglied des Preußischen Abgeordnetenhauses und des Provinziallandtags der Provinz Sachsen
- Robert Bosse (1832–1901), Preußischer Staatsminister
- Wilhelm Brindlinger (1890–1967), Oberbürgermeister von Memel
- Detlev Brüning (1901–1992), Agrarwissenschaftler und Experte für Walddüngung
- Franz Büttner Pfänner zu Thal (1859–1919), Kunsthistoriker und Gemälderestaurator
- Otto Buhbe (1903–1993), Landwirt, Synodaler und Kommunalpolitiker
- Max Clairon d’Haussonville (1836–1899), Regierungspräsident in Köslin und Kassel
- Kurd Dalen (1884–1941), Industriejurist
- Ludwig Denecke (1905–1996), Germanist und Bibliothekar
- Wilhelm Eichhoff (1833–1895), Sozialdemokrat und oppositioneller Schriftsteller
- Berengar Elsner von Gronow (* 1978), MdB
- Herbert Fox (1903–1993), Bergingenieur und Wirtschaftsführer
- Bernhard von Goeschen (1833–1923), Kreishauptmann der Kreise Hoya und Harburg, Landrat des Landkreises Harburg
- Karl Haupt (1848–1907), Gymnasiallehrer in Ohlau und Wittenberg
- Friedrich August Heyer (1871–1959), Konsularbeamter, Wirtschaftshistoriker Großbritanniens
- Bernhard Hofmann (1889–1954), Konsistorialpräsident in Magdeburg
- Wilko von Klüchtzner (1877–1955), thüringischer Finanzminister
- Bernhard Köttgen (1909–1999), Verwaltungsjurist, Offizier und Richter
- Hans Löwe (1903–1989), Professor für Tierzucht
- Hans Lüdecke (1896–1972), Professor für Pflanzenbau in Göttingen
- Werner Lüttge (1895–1979), Geburtshelfer und Frauenarzt
- Eduard Meier (1834–1899), Begründer der oberschlesischen Eisenindustrie
- Gustav Nachtigal (1834–1885), Afrikaforscher, deutscher Generalkonsul in Tunis
- Ludolf Parisius (1827–1900), Ehrenmitglied der Palaiomarchia, Jurist, Publizist, liberaler Politiker und Heimatforscher
- Henning Piper (1931–2012), Richter am Bundesgerichtshof
- Eggert Reeder (1894–1959), Verwaltungsjurist, Chef der deutschen Militärverwaltung in Nordfrankreich und Belgien
- Otto Schlüter (1872–1959), Professor für Geographie in Halle
- Wilhelm Schneidewind (1860–1931), Professor für Agrikulturchemie an der Universität Halle
- Wilhelm Schrader-Rottmers (1909–1972), komm. Bürgermeister von Schwedt/Oder (1943–1945)
- Hans Sidow (1896–1945), Verwaltungsjurist und SS-Offizier
- Karl-Ludwig Stellmacher (1909–2001), Mathematiker an der University of Maryland
- Walter Telemann (1882–1941), Radiologe
- Adolf Thiele (1867–1933), Medizinalbeamter
- Erich Ullrich (1913–1998), Wirtschaftsjurist in Unterfranken
- Carl Wiggert (1903–1983), Landwirt, Verwaltungsjurist und Bankier

### Palaiomarchia-Masovia
In alphabetischer Reihenfolge
- Klaus Addicks (* 1948), Anatom
- Wolf-Rüdiger von Bismarck (1931–2022), Landrat
- Peter-Jürgen Czygan (1937–2021), Gynäkologe
- Wolfgang Doberauer (1921–2013), Wirtschaftsjurist, Vorstandsvorsitzender
- Wolfgang Erich (1920–1970), Historiker, Jurist, Landtagsdirektor
- Rainer Kensy von Echlin (* 1961), Agrarökonom, Bankvorstand
- Ekkehard Kohlhaas (1944–2017), Bundesanwalt beim Bundesgerichtshof
- Max Kohlhaas (1909–1985), Bundesanwalt beim Bundesgerichtshof
- Henning Kühnle (1943–2019), Gynäkologe, Hochschullehrer
- Burkhart Oertel (* 1940), Physiker, Familienforscher
- Hans Pries (1914–2013), Offizier, Jurist, Staatsrat
- Heribert Schareck (1923–2010), Oberfinanzpräsident
- Werner Schattmann (1924–2014), Jurist und Botschafter
- Detlef Selhausen (* 1955), Jurist, Ministerialdirektor im Verteidigungsministerium
- Peter Selmer (1934–2022), Jurist, Hochschullehrer für Öffentliches Recht
- André Simon (* 1967), Herzchirurg in London
- Thomas Stritzl (* 1957), Rechtsanwalt, Mitglied des Bundestages
- Andreas Wagner (* 1968), Betriebswirt, Oberbürgermeister von Wilhelmshaven
- Gerd Wollburg (1924–1990), Aufsichtsratsvorsitzender, Ehrensenator der Universität Augsburg